# Croton phyllanthus
Espèce
Croton phyllanthus est une espèce de plantes à fleurs du genre Croton et de la famille des Euphorbiaceae, présente au Paraguay.
Il a pour synonyme :
- Julocroton phyllanthus, Chodat et Hassl.